# Australobolbus rossi
Australobolbus rossi är en skalbaggsart som beskrevs av Henry Fuller Howden 1992. Australobolbus rossi ingår i släktet Australobolbus och familjen Bolboceratidae. Inga underarter finns listade.